# 南蘭丁 (加利福尼亞州)
南蘭丁（英語：South Landing）是位於美國加利福尼亞州莫諾縣的一個非建制地區。該地的面積和人口皆未知。

## 地理
南蘭丁的座標為37°34′55″N 118°44′01″W / 37.58194°N 118.73361°W，而該地的平均海拔高度為2074米（即6804英尺）。